# Dannenfels

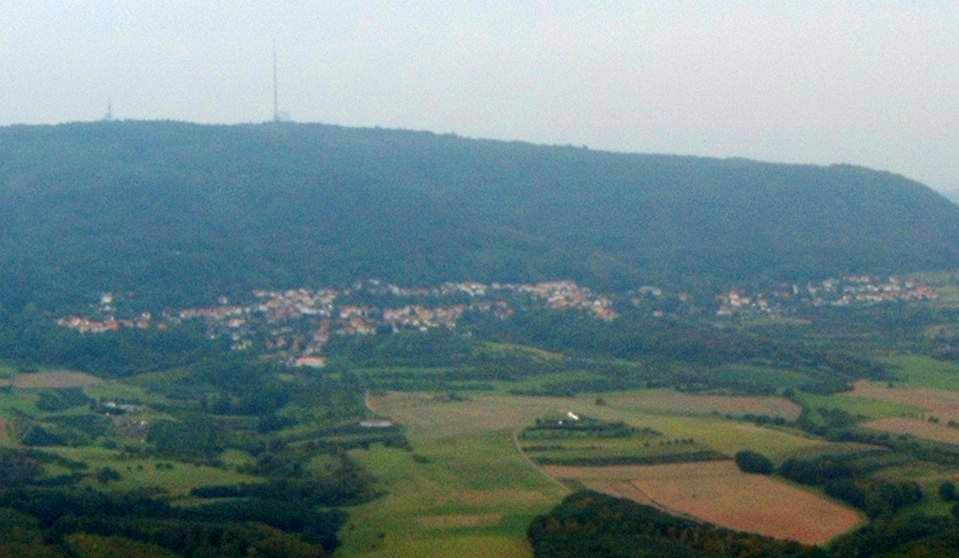
Dannenfels am Fuße des Donnersbergs. Im Vordergrund der Flugplatz

Dannenfels ist eine Ortsgemeinde im Donnersbergkreis in Rheinland-Pfalz. Sie gehört der Verbandsgemeinde Kirchheimbolanden an. Dannenfels ist ein staatlich anerkannter Luftkurort.

## Geographie

### Lage
Dannenfels liegt im Nordpfälzer Bergland in etwa 400 Metern Höhe. Zur Gemarkung gehört ein großer Teil des Donnersbergmassivs einschließlich des Gipfels selbst. Während das Massiv bewaldet ist, werden die Felder im geschützten Bergschatten unterhalb des Ortes zum Anbau von Obstkulturen genutzt. Die exponierte Lage des Ortes bietet einen Fernblick über die gesamte Rheinebene bis zum Kraichgau. Der Osten der Gemarkung liegt in der Börrstadter Senke, alternativ Kaiserstraßensenke genannt.

### Nachbargemeinden
| Ruppertsecken | Oberwiesen                                  | Kirchheimbolanden |
| Rockenhausen  | Kompassrose, die auf Nachbargemeinden zeigt | Bolanden          |
| Falkenstein   | Jakobsweiler                                | Bennhausen        |

### Gemeindegliederung
Zu Dannenfels gehören auch die Wohnplätze Bastenhaus, Dannenfelsermühle (Gaststätte) und Haus Donnersberg.

### Erhebungen
Dannenfels erstreckt am Osthang des Donnersberg, dessen auf Gemeindegemarkung befindlicher Gipfel 686,5 Meter misst. Westlich von diesem befinden sich der Gebrannte Berg (651,5 m).

### Gewässer
Im Nordosten bildet der Gerbach größtenteils die Gemarkungsgrenze zu Bolanden. Vor Ort nimmt er von rechts mehrere Zuflüsse wie den Eschbach und den Dannenfelser Mühlenbach auf. Im Süden des Gemeindegebiets fließt der Wildensteiner Bach und im Westen an der Grenze zu Rockenhausen der Mordkammertalbach.

### Klima
Für den Zeitraum von 1961 bis 1990 betrug der Jahresniederschlag 808 mm; für den Bezugszeitraum 1991–2020 waren es 947 mm.

## Geschichte
Im Jahr 1331 wurde Dannenfels auf Initiative des Grafen Philipp von Sponheim-Bolanden zur Stadt erklärt. Bereits der Sohn dieses Grafen, Heinrich II. von Sponheim-Bolanden, verlegte aber um 1370 seinen Wohnsitz nach Kirchheimbolanden. Nach dessen Tod (1393) erbte über seine Enkelin deren Ehemann Graf Philipp I. von Nassau-Saarbrücken die Herrschaft Kirchheim und Stauf. Deshalb befindet sich der Nassauer Löwe im Ortswappen.
Bis Ende des 18. Jahrhunderts gehörte die Gemeinde anschließend zu Nassau-Weilburg und unterstand dort dem Oberamt Kirchheim.
Im Jahr 1794 wurde das Linke Rheinufer im Ersten Koalitionskrieg besetzt. Von 1798 bis 1814, als die Pfalz Teil der Französischen Republik (bis 1804) und anschließend Teil des Napoleonischen Kaiserreichs war, war Dannenfels in den Kanton Kirchheim im Departement Donnersberg eingegliedert und war Sitz einer eigenen Mairie. 1815 wurde er Österreich zugeschlagen. Bereits ein Jahr später wechselte der Ort wie die gesamte Pfalz in das Königreich Bayern. Von 1818 bis 1862 gehörte Ramsen dem Landkommissariat Kirchheim – später Kirchhheimbolanden an; aus diesem ging das Bezirksamt Kirchhheimbolanden  hervor.
Am 11. Juni 1922 wurde Fritz Heß Bürgermeister der Gemeinde und damit wohl der erste nationalsozialistische Bürgermeister Deutschlands.
Ab 1939 war der Ort Bestandteil des Landkreises Kirchheimbolanden. Nach dem Zweiten Weltkrieg wurde Dannenfels innerhalb der französischen Besatzungszone Teil des damals neu gebildeten Landes Rheinland-Pfalz. Im Zuge der ersten rheinland-pfälzischen Verwaltungsreform wechselte Dannenfels 1969 in den neu gebildeten Donnersbergkreis. Zeitgleich wurde der bislang zur Gemeinde gehörende Wohnplatz Mordkammerhof nach Marienthal umgemeindet. Drei Jahre später wurde die Gemeinde in die ebenfalls neu entstandene Verbandsgemeinde Kirchheimbolanden eingegliedert.

## Bevölkerung

### Einwohnerentwicklung
Die Entwicklung der Einwohnerzahl von Dannenfels; die Werte von 1871 bis 1987 beruhen auf Volkszählungen:
| Jahr | Einwohner |
| ---- | --------- |
| 1815 | 114       |
| 1835 | 617       |
| 1871 | 635       |
| 1905 | 693       |
| 1939 | 799       |
| 1950 | 940       |
| 1961 | 925       |

| Jahr | Einwohner |
| ---- | --------- |
| 1970 | 887       |
| 1987 | 880       |
| 1997 | 946       |
| 2005 | 963       |
| 2011 | 865       |
| 2017 | 850       |
| 2024 | 871       |

### Religion
Auf der Gemarkung von Dannenfels befindet sich das Kloster Gethsemani.

## Politik

### Gemeinderat
Der Gemeinderat in Dannenfels besteht aus zwölf Ratsmitgliedern, die bei der Kommunalwahl am 9. Juni 2024 in einer personalisierten Verhältniswahl gewählt wurden, und der ehrenamtlichen Ortsbürgermeisterin als Vorsitzender.
Die Sitzverteilung im Gemeinderat:
| Wahl | SPD               | FBD               | WG                | WGHe              | WGHo              | WGDo              | AfD               | Gesamt   |
| ---- | ----------------- | ----------------- | ----------------- | ----------------- | ----------------- | ----------------- | ----------------- | -------- |
| 2024 | −                 | 4                 | −                 | −                 | 3                 | 4                 | 1                 | 12 Sitze |
| 2019 | 1                 | 4                 | −                 | 2                 | 5                 | −                 | −                 | 12 Sitze |
| 2014 | per Mehrheitswahl | per Mehrheitswahl | per Mehrheitswahl | per Mehrheitswahl | per Mehrheitswahl | per Mehrheitswahl | per Mehrheitswahl | 12 Sitze |
| 2009 | 4                 | 3                 | 5                 | −                 | −                 | −                 | −                 | 12 Sitze |
| 2004 | 4                 | 3                 | 5                 | −                 | −                 | −                 | −                 | 12 Sitze |

- FBD = Wählergruppe Freie Bürger Dannenfels 1991 e. V.
- WGHe = Wählergruppe Heckmann
- WGHo = Wählergruppe Hofmeister
- WGDo = Wählergruppe Dannenfelser Dorfkinder e. V.

### Bürgermeister
Katharina Gaß wurde am 10. Juli 2024 Ortsbürgermeisterin von Dannenfels. Bei der Direktwahl am 9. Juni 2024 war sie als einzige Bewerberin mit einem Stimmenanteil von 61,1 % für fünf Jahre gewählt worden.
Der Vorgänger von Katharina Gaß, Ernst-Ludwig Huy, war zuletzt bei der Direktwahl am 26. Mai 2019 mit 54,51 % der Stimmen in seinem Amt bestätigt worden. Bei der Wahl 2024 trat er nach insgesamt 15-jähriger Amtszeit nicht erneut an.

### Wappen
| Wappen von Dannenfels | Blasonierung: „Von Blau und Silber gespalten, rechts in von goldenen Schindeln bestreutem Feld ein linkshingewendeter rotbezungter und -bewehrter goldener Löwe, links eine bewurzelte grüne Tanne.“ |
| Wappen von Dannenfels | Wappenbegründung: Das Wappen wurde 1925 durch das bayerische Innenministerium verliehen und geht zurück auf ein Siegel aus dem Jahr 1658.                                                            |

### Gemeindepartnerschaften
Dannenfels unterhält seit 2002 eine Partnerschaft mit dem ungarischen Abaliget.

## Kultur und Sehenswürdigkeiten

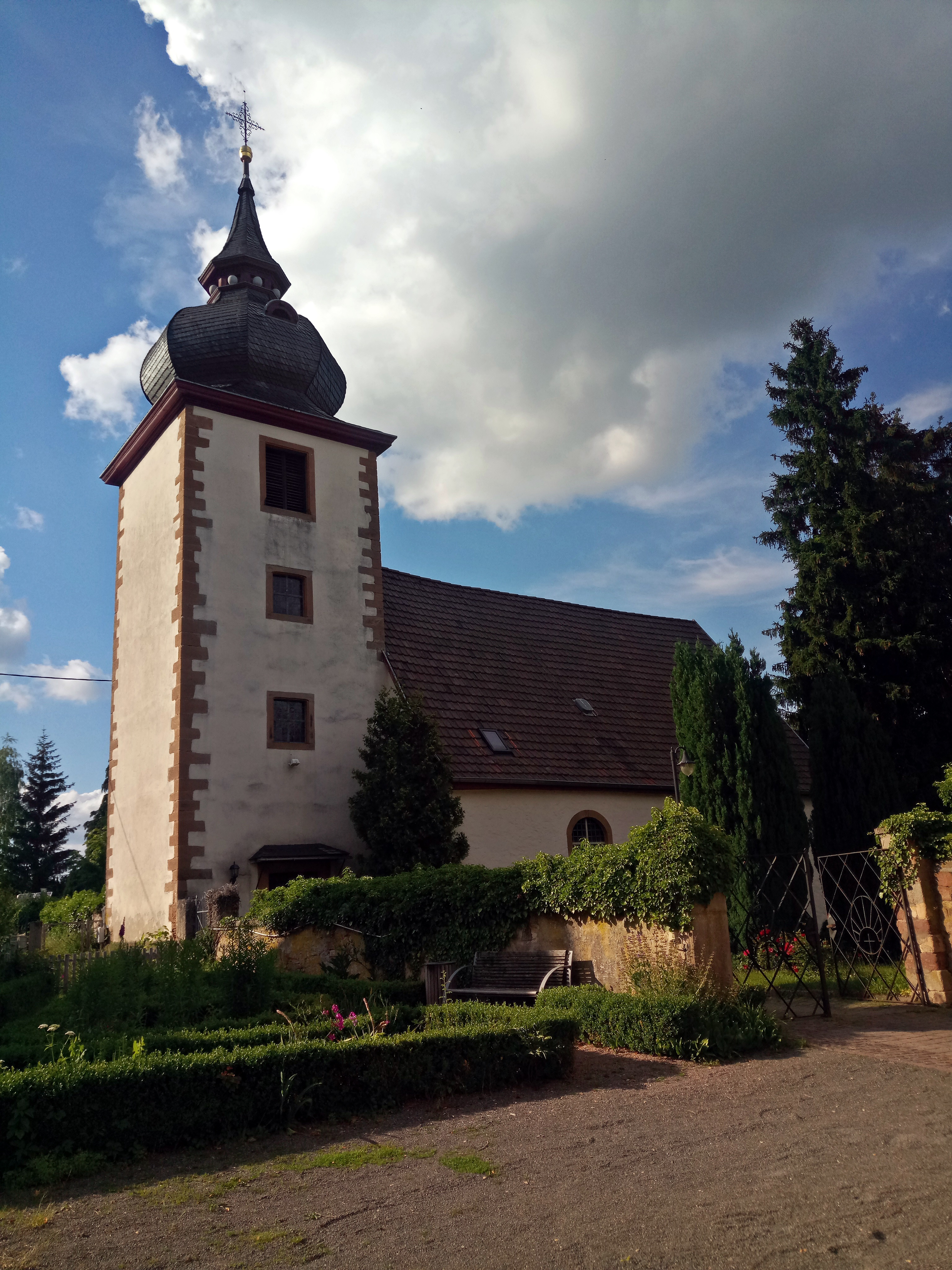
Prot. Kirche Dannenfels
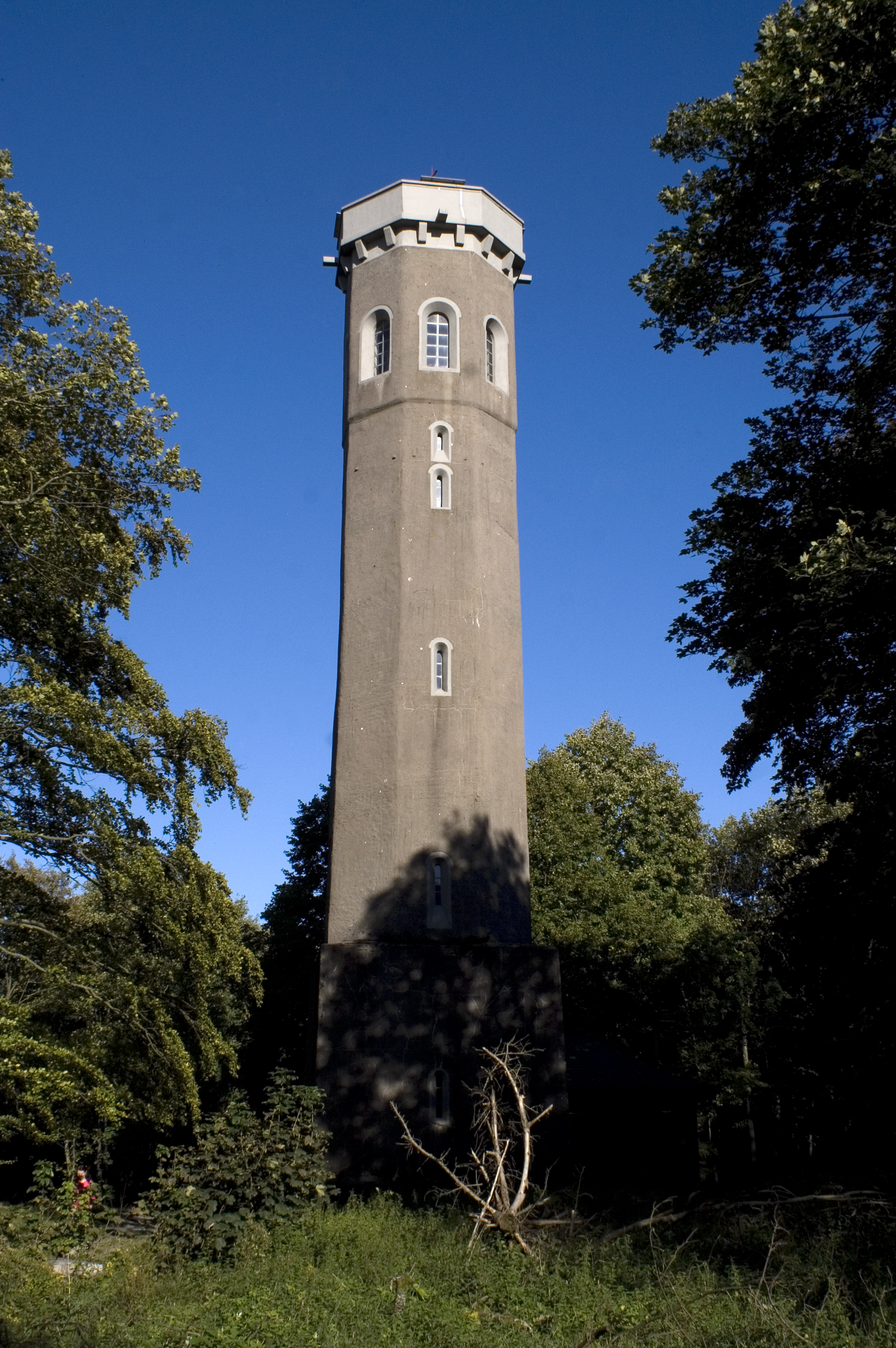
Dannenfels Ludwigsturm

### Bauwerke

#### Kulturdenkmäler
Die oberhalb des Ortes liegende Burgruine Tannenfels sowie die Ruine der Burg Wildenstein sind als Denkmalzonen ausgewiesen.
Hinzu kommen insgesamt acht Einzelobjekte, die unter Denkmalschutz stehen:
Das Donnersberghaus wurde 1825 als Schulhaus erbaut; seit 1991 ist es ein Museum und Informationszentrum. Das Dorfmuseum befindet sich in einem um 1830 errichteten Fachwerkbau; es zeigt land- und hauswirtschaftliche Geräte. Vom mittelalterlichen Klosters St. Jakob ist ein gotisches Sakramentshaus aus der Konventskirche als Spolie übrig geblieben. Ebenfalls denkmalgeschützt sind der Ludwigsturm und die protestantische Kirche.

#### Sonstige Bauwerke
Vor Ort befindet sich außerdem der Sender Donnersberg.

### Naturdenkmäler und Naturschutz

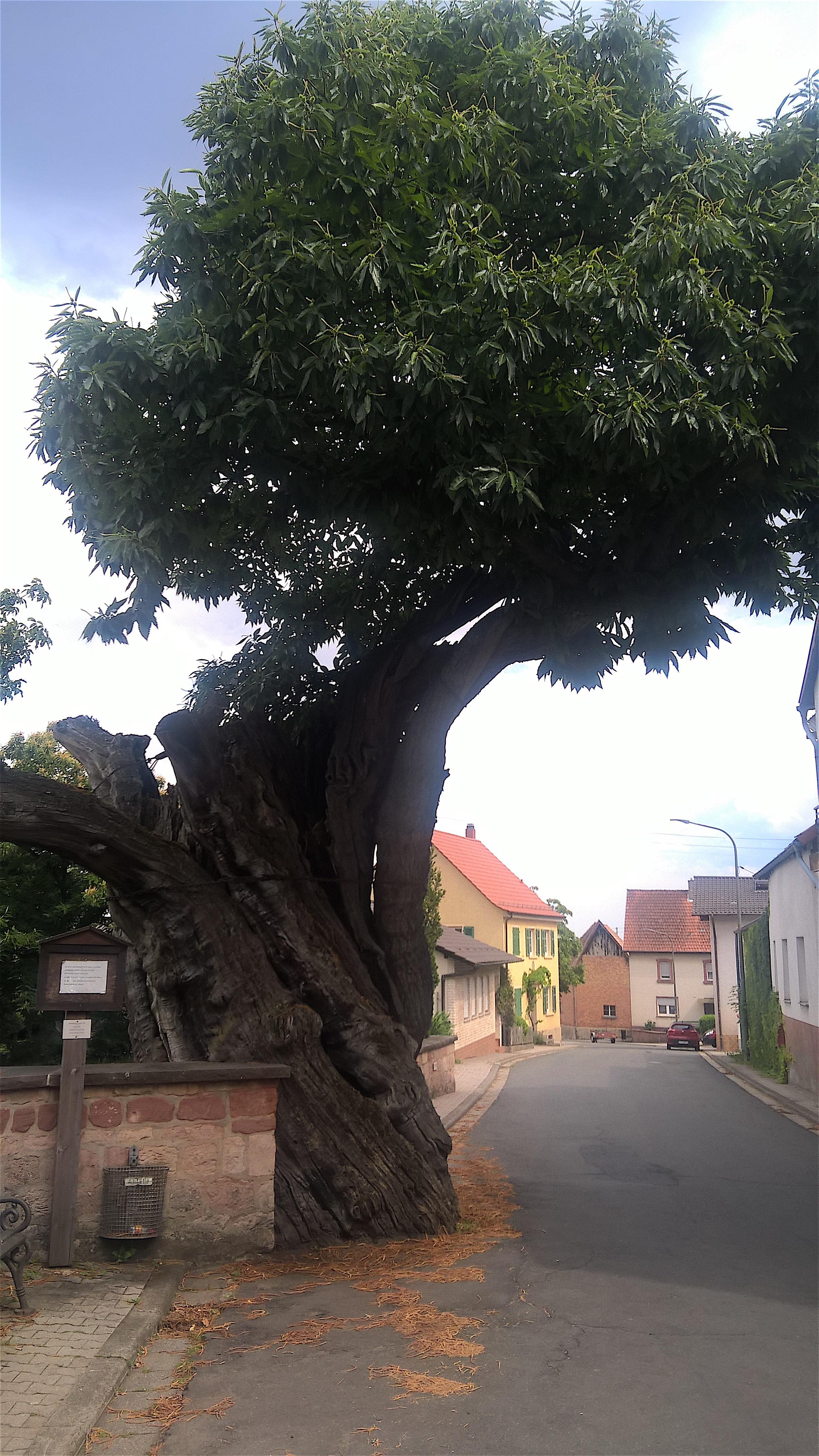
Edelkastanienbaum Dannenfels, Naturdenkmal

Im Gebiet der Gemeinde gibt es drei Naturdenkmäler. Das bekannteste, weil direkt im Ort stehend, ist die

#### Dicke Keschde
(ND-7333-030) Örtlich auch der „altne Keschdebaam“ genannt ist ein alter Edelkastanienbaum (Castanea sativa) in der Ortsdurchfahrt von Dannenfels. In der Naturdenkmalliste des Donnersbergkreises wird sein Alter mit 650 Jahren angegeben. Andere Quellen bescheinigen der Dicken Keschde lediglich ein Alter von 400–600 Jahren. Nachweislich jedoch ist sie die dickste Edelkastanie nördlich der Alpen. Am 25. April 2012 kürten die Deutsche Dendrologische Gesellschaft und die Gesellschaft Deutsches Arboretum sie zum bundesweiten Champion Tree 2012.
Im Jahr 1860 setzte ein Wirbelsturm der Primärkrone der „Dicken Kescht“ ein jähes Ende, vermerkten die Brüder Kühn in ihrem Buch Deutschlands alte Bäume. Die komplette Baumkrone ging dabei zugrunde. Geblieben ist der untere Teil des Stammes, trägt aber nur noch einem einzelnen intakten Seitentrieb. Dennoch hat der heute noch erhaltene Stammrest einen im Jahr 2014 gemessenen Umfang von 9 m.

#### Schutzgebiete und natürliche Besonderheiten
- Innerhalb des Siedlungsgebiets befindet sich der Park der Sinne.
- Im Nordwesten der Gemarkung erstreckt sich das Naturschutzgebiet Eschdell, das darüber hinaus seit 1972 ein sechs Hektar großes Naturwaldreservat bildet.
- Auf dem Donnersberg befindet sich mit dem Königsstuhl eine Felsformation.

### Archäologie
Auf dem Gemeindegebiet befindet sich der Menhir von Dannenfels.

## Wirtschaft und Infrastruktur

### Wirtschaft
Gegen Ende des 19. Jahrhunderts entstanden vor Ort Erholungsheime für Arbeiter der BASF, die für letztere als Lungenheilstätten dienten.

### Verkehr

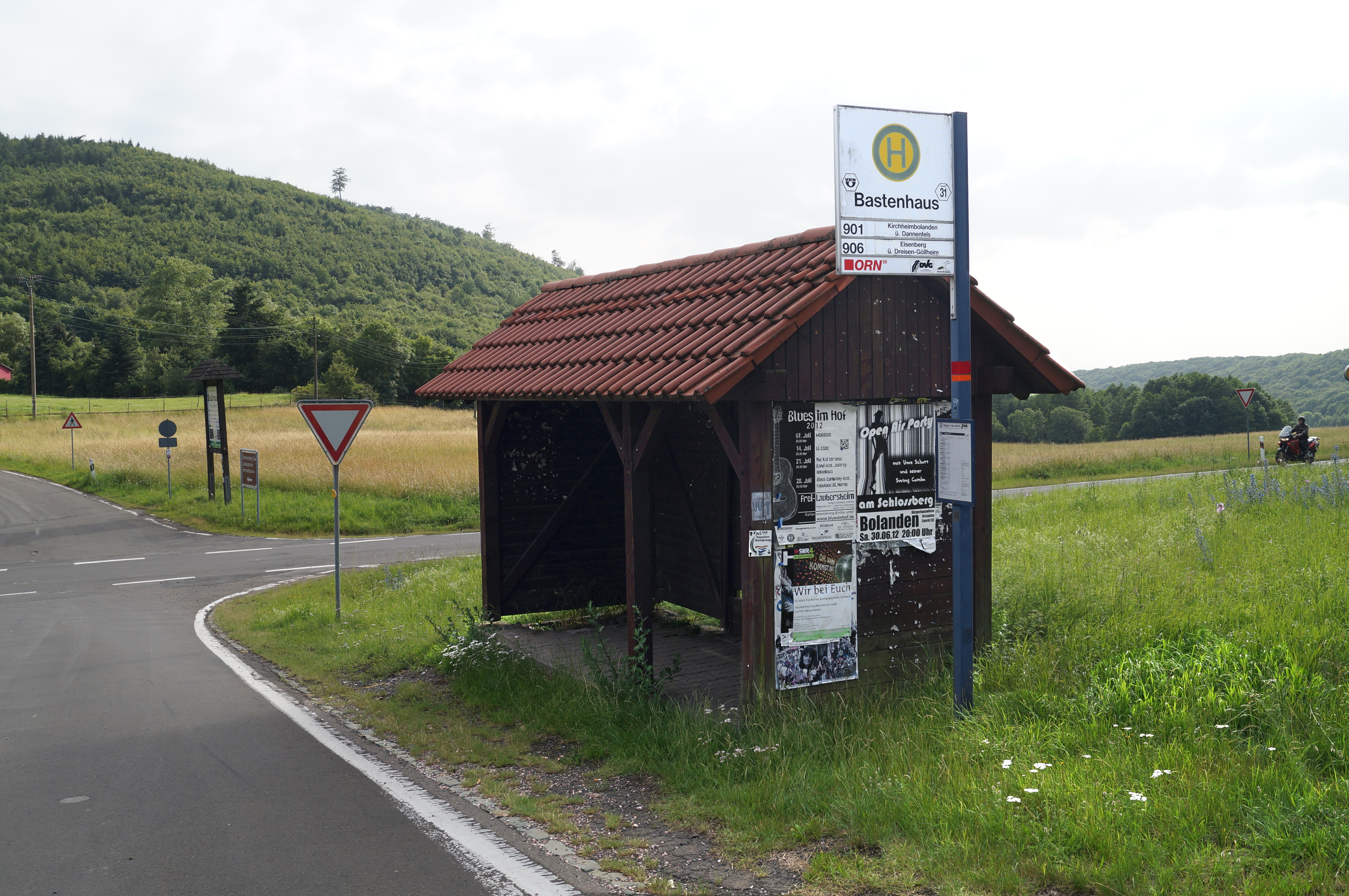
Haltestelle der Buslinie 901 am Bastenhaus

Durch Dannenfels verlaufen die Landesstraßen 394, 397 und 398. Auf das Donnersbergmassiv hinauf führen die Kreisstraßen 51 und 82. In naher Entfernung befindet sich südöstlich die A 63 (Kaiserslautern–Mainz).
Dannenfels ist über die von Behles Bus betriebene Buslinie 901, die in östlicher Richtung bis nach Kirchheimbolanden und in westlicher Richtung bis nach Rockenhausen verläuft, an das Nahverkehrsnetz angeschlossen. In Kirchheimbolanden ist ein Haltepunkt der Donnersbergbahn.

### Bildung
In Dannenfels befindet sich eine Grundschule, die ebenso von Kindern aus Bennhausen und Jakobsweiler besucht wird. Die Klassen 1/2 und 3/4 werden jeweils zusammen unterrichtet. Seit 2010 ist sie, aufgrund der geringen Größe, organisatorisch mit der Grundschule Bolanden verbunden.

### Tourismus

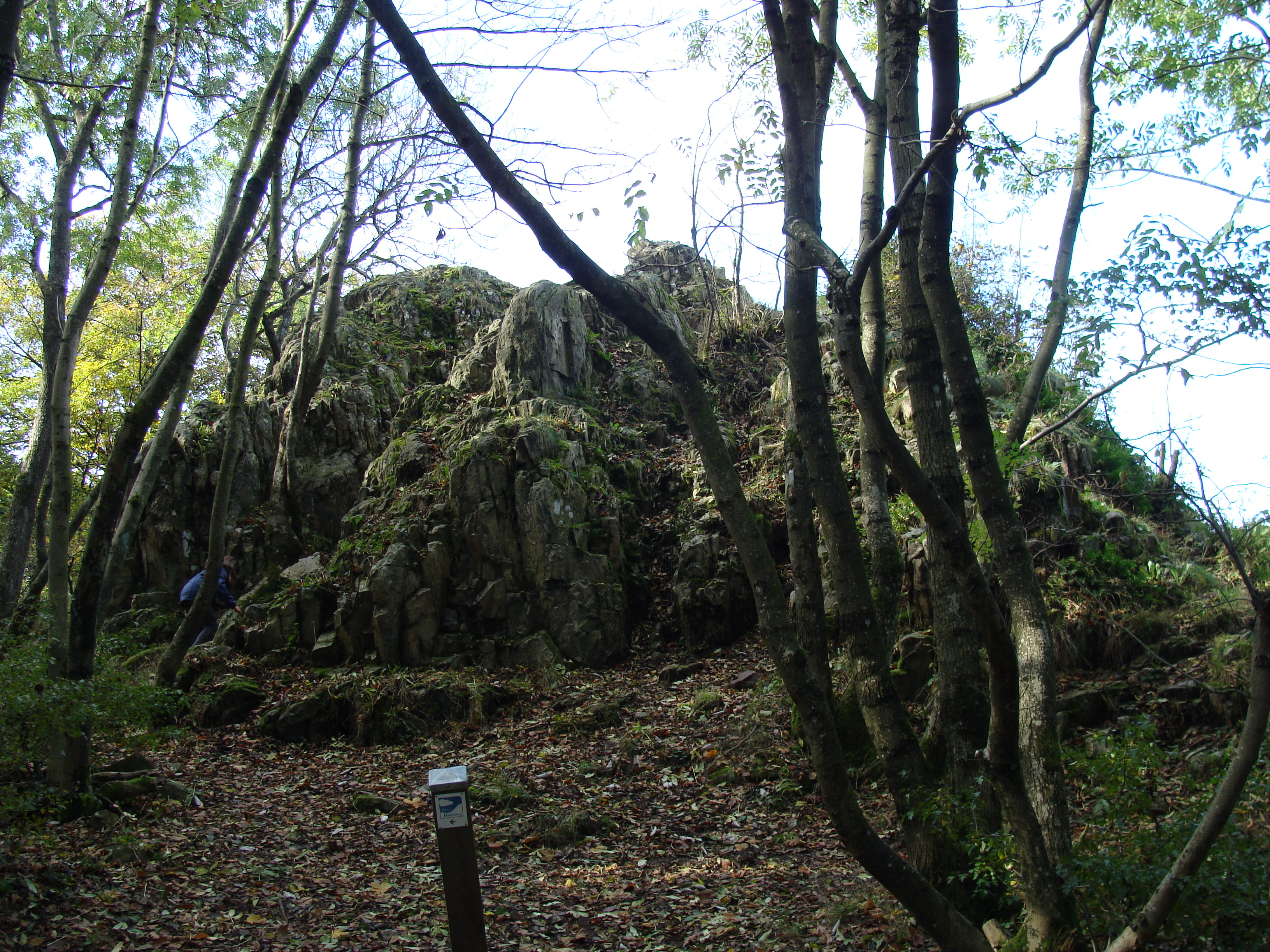
Wegmarkierung des Pfälzer Höhenwegs in Form einer blau-weißen Welle am Donnersberg

Im Westen der Gemeindegemarkung befindet sich die im Eigentum der Ortsgruppe Kirchheimbolanden des Pfälzerwald-Vereins stehende Keltenhütte. Zur Dorfgemarkung gehört zusätzlich die Gaststätte Waldhaus auf dem Donnersberg, die an der Stelle des mittelalterlichen Klosters St. Jakob steht. Sie gilt als höchstgelegenes Gasthaus der Pfalz.
Durch Dannenfels verlaufen der Prädikatswanderweg Pfälzer Höhenweg, der mit einem blauen Balken markierte Fernwanderweg Staudernheim–Soultz-sous-Forêts, der mit einem weißen Kreuz gekennzeichnete Fernwanderweg Nahegau-Wasgau-Vogesen und der mit einem roten Balken markierte Fernwanderweg Donnersberg–Donon. Hinzu kommen außerdem ein Wanderweg, der mit einem gelben Balken markiert ist und von Glanbrücken bis nach Wachenheim an der Weinstraße führt und ein solcher, der mit einem blau-roten Balken gekennzeichnet ist, der eine Verbindung Kirchheimbolanden sowie Pirmasens herstellt.

### Militär
Vor Ort befand sich die der Seventh United States Army unterstehende Dannenfels Communication Station, die 1991 aufgelöst wurde.

## Persönlichkeiten

### Söhne und Töchter der Gemeinde
- Wilhelm Theodor Gümbel (1812–1858), Botaniker
- Carl Wilhelm von Gümbel (1823–1898), Geologe
- Fritz Heß (1879–1938), Politiker (NSDAP)
- Michael Weiß (* 1965), Fußballtrainer

### Personen, die vor Ort gewirkt haben
- Erich Spickschen (1897–1957), NS-Landesbauernführer, pachtete vor Ort im November 1950 eine Gastwirtschaft
- Moritz Anton Konerding (1960–2015), Anatom-Wissenschaftler, starb bei einem Flugzeugabsturz auf dem Gemeindegebiet